# Universität Novi Sad
Die Universität Novi Sad (serbisch Универзитет у Новом Саду Univerzitet u Novom Sadu) ist eine Universität in Novi Sad, der Hauptstadt der serbischen Provinz Vojvodina und zweitgrößten Stadt Serbiens. Die Gründung erfolgte am 28. Juni 1960. Heute umfasst sie 14 Fakultäten. Diese befinden sich in den vier größten Städten der autonomen Provinz Vojvodina: Novi Sad, Subotica, Zrenjanin und Sombor.
Es handelt sich um die zweitgrößte unter den sechs staatlichen Universitäten in Serbien. Der Hauptcampus befindet sich in Novi Sad.

## Fakultäten

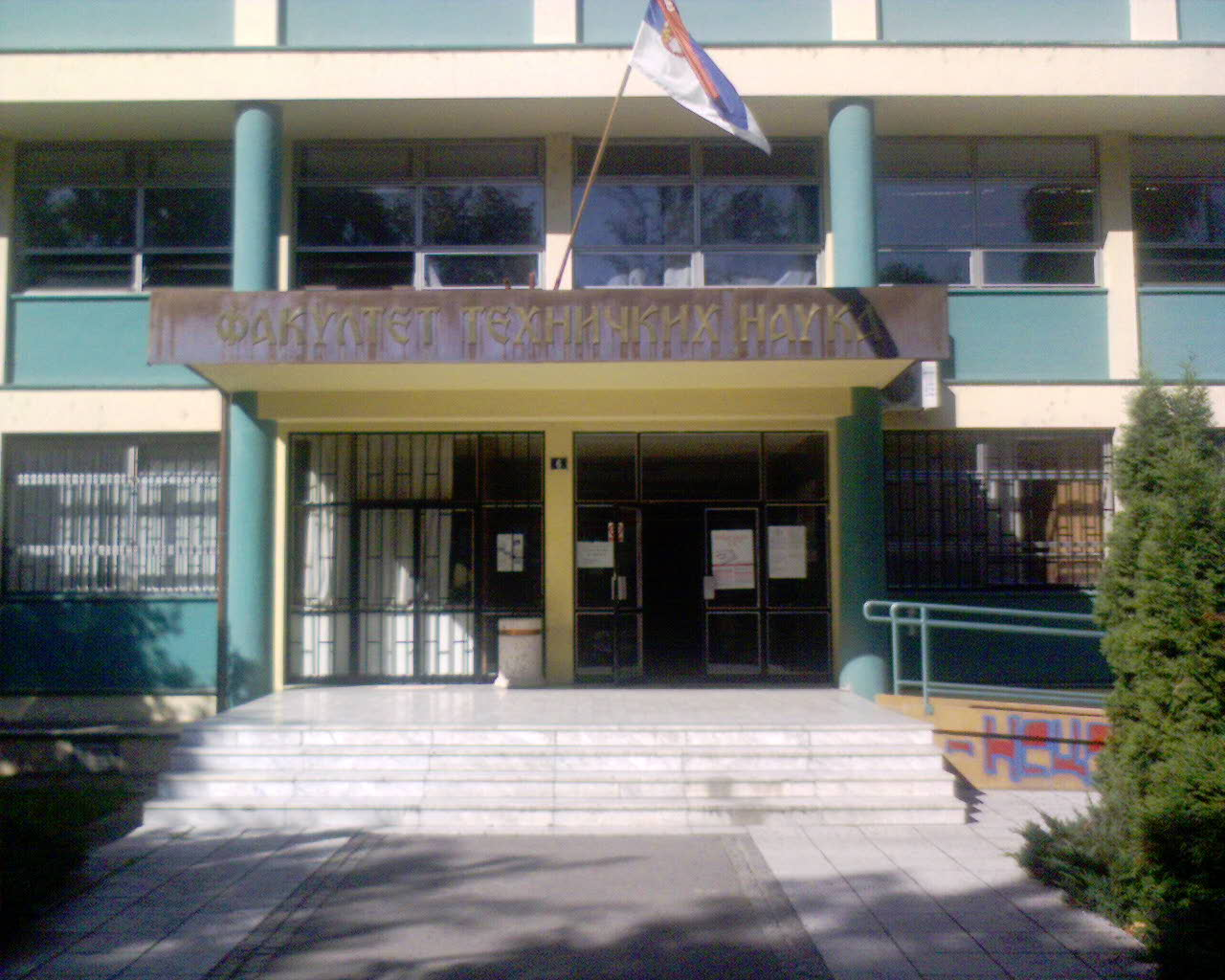
Eingang der Fakultät für Technische Wissenschaften in Novi Sad

Es gibt die folgenden 14 Fakultäten:
- Akademie der Künste – Novi Sad
- Fakultät für Bauingenieurwesen – Novi Sad
- Fakultät für Landwirtschaft – Novi Sad
- Fakultät für Medizin – Novi Sad
- Fakultät für Philosophie – Novi Sad
- Fakultät für Rechtswissenschaften – Novi Sad
- Fakultät für Sportunterricht – Novi Sad
- Fakultät für Technik „Mihajlo Pupin“ – Zrenjanin
- Fakultät für Technische Wissenschaften – Novi Sad
- Fakultät für Technologie – Novi Sad
- Fakultät für Wirtschaftswissenschaften – Subotica
- Fakultät für Wissenschaften – Novi Sad
- Fakultät für Bildungswissenschaften – Sombor
- Fakultät für Lehrerbildung in der ungarischen Lehrersprache – Subotica

## Sonstiges
- Über 58 % der Studierenden sind Frauen
- 2.374 Studenten erreichten den Doktorgrad (32 % Frauen)